# Gmina Nowe Miasteczko
Gmina Nowe Miasteczko je polská městsko-vesnická gmina v okrese Nowa Sól v Lubušském vojvodství. Sídlem gminy je město Nowe Miasteczko. V roce 2016 zde žilo 5 473 obyvatel.
Gmina má rozlohu 77,18 km² a zabírá 10,02 % rozlohy okresu. Skládá se z deseti starostenství.

## Starostenství
- Borów Polski
- Borów Wielki
- Gołaszyn
- Konin
- Miłaków
- Nieciecz
- Popęszyce
- Rejów
- Szyba
- Żuków

## Sousední gminy
Bytom Odrzański, Kożuchów, Niegosławice, Nowa Sól a Szprotawa.